# Coruña del Conde
Coruña del Conde è un comune spagnolo di 112 abitanti situato nella comunità autonoma di Castiglia e León.